# Sieriebrianyj Brod
Sieriebrianyj Brod (ros. Серебряный Брод) – osiedle w Rosji, w obwodzie kostromskim, w rejonie czuchłomskim. W 2010 liczyło 74 mieszkańców.